# Tessenbergstrasse 8
Das Eigenheim, Tessenbergstrasse 8 in Biel/Bienne im Kanton Bern in der Schweiz wurde 1957 von Max Schlup für seine Familie und sich errichtet. Es steht als Kulturgut unter Denkmalschutz.

## Lage
Die Villa befindet sich am Westufer des Bielersees oberhalb der Neuenburgstrasse. Das Baugrundstück verfügt über eine steile Hanglage. Vom Haus hat man einen unverbauten Blick auf dem See.

## Raumprogramm
Mitte/Ende der 1950er plante Max Schlup sein Eigenheim mit dem üblichen Raumprogramm für eine vierköpfige Familie. Er verzichtete auf repräsentative Räume oder eine Dependance zu seinem Atelier. Sein Architekturbüro betrieb er in der Stadt und brachte im Privathaus nur ein allgemeines Arbeitszimmer unter. Den Grundriss entwarf er modern mit offener Küche, und grossem Wohn- und Esszimmer. Die Schlafräume und Bäder wurden im Untergeschoss angeordnet. Ein zusätzlicher Raum für Gäste oder eine Haushaltshilfe gab es ebenso. Eine Garage wurde erst in den 1970ern als Betonkonstruktion an der Tessenbergstrasse gebaut.

## Entstehungsgeschichte

### Hangeinbindung
Schlup näherte sich dem Entwurf für sein Haus über Geländestudien (ca. 1954). Es entstanden Schnittprofile des steilen Hanges. Schliesslich platzierte er das Gebäude am unteren Rand des Grundstücks. Da das Grundstück grosszügig bemessen war, bewahrte er eine Baulandreserve zwischen der oben vorbeiführenden Strasse und seiner Villa. Eine spätere Bebauung konnte so die Fernsicht für sein Haus nicht beeinträchtigen.
Nimmt man eine Ausdehnung des Grundrisses von 15 Metern im Quadrat an, muss am Hang ein Höhenunterschied von 6 Metern überwunden werden. Damit das obere Stockwerk von der Strasse möglichst ebenerdig angeordnet wird, ergeben sich ein Geschoss über der Erde und zwei darunter. Baurechtlich wäre eine zweigeschossige Bauweise unter der Voraussetzung zulässig gewesen, dass die unteren Geschosse im Erdreich verschwinden. Schlup entschied sich gegen dies Konzept und plante ein Gebäude, bei dem von der Wohnstrasse nur das Erdgeschoss als Bauwerk hervortrat. Die weiteren Geschosse ordnete er darunter an und schob sie in den Hang.

### Erster Entwurf, Juli 1957
Das Haus war in der frühen Entwurfsphase stark horizontal ausgerichtet. Die Geschossdecken über dem 1. und 2. Untergeschoss kragten weit über den eigentlichen, verglasten Raumabschluss hinaus. Der Raumabschluss des zweiten Untergeschosses, der nur noch die Erschliessung ins Gelände, einen Abstellraum und einen Schutzraum aufnahm, zog sich weit in den Hang zurück und orientierte sich an den früher vorhandenen Trockenmauern im Gelände. Der Rest des Hauses schien über der Naturlandschaft zu schweben, da auch die Stützen weit zurück lagen.
Der Grundriss des mittleren Geschosses entwickelte sich aus einem Quadrat, dass mit den zwei südwestlichen Seiten in den Hang geschoben war. Die sehr grosszügige Raumanordnung an den beiden anderen Seiten war weitestgehend offen gestaltet und ermöglichte dem Blick in die Landschaft, auch aus den Hauswirtschaftszonen. Eine Natursteinwand im Erdgeschoss schottete den Bau gegen das höher gelegene Terrain ab. Alle Wohnräume in diesem Geschoss verbinden sich auf drei Seiten mit dem Aussenraum. Die Glasfassaden sind oft als grossformatige Schiebeelemente dargestellt. Jedoch waren die Terrassenbrüstungen mit Überzügen versehen, so dass die Blickverbindung zum See gestört war.

### Zweiter Entwurf, März 1958
Hier führte Max Schlup ein strenges Grundrissraster von 2,26 m im Quadrat ein und nutzt damit das Grundmodul von Le Corbusier. Die Räume in allen drei Grundrissebenen wurden gestrafft und statisch optimiert. Im unteren Geschoss wurden noch 4 von ehemals 5 Stützen erhalten. Daraus ergibt sich eine Asymmetrie. Im Vergleich zur vorherigen Entwurfsvariante wird das Haus weiter in den Hang gerückt. Die Fassaden und Räume mit direkter Sichtbeziehung auf den See wurden reduziert.
Als neue Elemente wurden quadratische Öffnungen in der über dem Erdgeschoss auskragenden Deckenscheibe eingeführt. So wurde die Belichtung im Wohnbereich verbessert.

### Ausgeführte Planung, Mai 1958
Der zweite Entwurf war im Wesentlichen die Grundlage für die Werkplanung, die nur wenige Änderungen enthielt. Die Ausführungsplanung wurde nicht bis ins Detail durchgeplant und liess Spielraum für die Bauleitung, die von Max Schlup selbst durchgeführt wurde. Nicht alle Details wurden nach den Anweisungen des Bauherrn ausgeführt. Das ausführende Unternehmen legte entgegen der Anweisung beim Betonieren der Kellergeschossstützen Dreikantleisten in die Schalung. Schlup erwog, diese Stützen rückbauen zu lassen, entschied sich letztendlich aber dagegen. Die Stützen in den weiteren Geschossen wurden entsprechend der ursprünglichen Vorgabe scharfkantig ausgeführt, so dass die Detailausbildung beim Gebäude nicht einheitlich ausfiel.
Das ausgeführte Stützenraster wurde im Vergleich zum Entwurf nicht stringend durchgehalten, jedoch ordnete sich die Deckenplatte über dem Erdgeschoss nun erstmals dem Raster unter. Statt zwei Öffnungen in der Decke verblieb nur noch eine Öffnung, unter der ein Baum gepflanzt wurde. Im 2. Untergeschoss gab wieder fünf Stützen, eine davon asymmetrisch zurückversetzt. Ausgeführt wurde ein verbesserter, raffiniert belichteter Windfang als zusätzlicher, gestalterisch untergeordneter Baukörper. So ergab sich ausreichend Platz für Eingang und Garderobe.
Aus heutiger Sicht ist nur eine sehr geringe Wärmedämmung (4 cm stark) realisiert worden. Die Hohlkastenprofile der Aluminiumfenster sind für die Bauzeit innovativ, haben aber noch keine trennenden Kunststoffstege. Die Betonbauteile durchdringen ohne thermische Trennung Aussen- und Innenbereiche. Die Stärke der Betonbauteile ist minimal. Dennoch wurde die Sichtbetonkonstruktion im Jahr 2008 als weitgehend schadensfrei beschrieben.

### Garagenanbau 1975/1976
Die Garage für zwei Autos wurde mit einer Transformatorenstation des Energieversorgungsunternehmens kombiniert. Sie wurde in Sichtbeton ausgeführt und so auf dem Grundstück platziert, dass der Sichtbezug von der Strasse zum Haus eingeschränkt wurde. Der Baukörper wurde mit Rankpflanzen begrünt.

## Gartenarchitektur
Der international bekannte Landschaftsarchitekt Walter Leder (1892–1985), der auch für Richard Neutra Gartenplanungen realisierte, erhielt den Auftrag für die Freiflächengestaltung. Er befasste ich intensiv mit den Beziehungen zwischen dem Innen- und Aussenraum in der modernen Architektur. Für das Haus Tessenbergstrasse 8 platzierte er einen amerikanischen Nussbaum in einer Dachöffnung über den Wohnräumen. Im Norden des Grundstücks ordnete er einen weiss blühende Kirschbaum und im Südosten rosa blühenden Rhododendron. Diese grossen Pflanzungen waren 2008 noch vorhanden und zeigen damit die Wichtigkeit und Richtigkeit der Freianlagenplanung.

## Beschreibung
Das grosszügige Wohnhaus wurde geschickt in den Steilhang des Bielersees eingefügt. Das 1. und 2. Untergeschoss mit den Schlaf-, Kinder- und Nebenzimmern liegen unter einem grossen, begrünten Flachdach-Terrasse. Deshalb ist von der Bergseite nur ein Geschoss, das Erdgeschoss sichtbar. Die Formensprache ist schlicht und klar. Die verwendeten Materialien der Aussenhülle beschränken sich vorwiegend auf Beton und Glas. Die Innenräume sind gut gestaltet und hell. In der grosszügigen Freianlage wurde ein naturnaher Garten angelegt. Er wurde mit Quadermauern aus Jurakalk akzentuiert.
Die einfache Betonskelettkonstruktion wird durch die Verschiebung der Geschossdecken spannungsreich. Die Höhenlage der verschiedenen Geschossdecken wurde variiert, um sie wahlweise mit Erdreich zu überdecken oder Pflanztröge zu schaffen. Die Begrünung umschliesst die Wohnnutzung im Erdgeschoss, ohne dass störende Brüstungselemente benötigt werden. Die Pflanztröge bilden in der Ansicht vom See dennoch angemessene Proportionen für die Sichtbetonbauteile. Die hangseitige Sichtschutzwand aus Bossenmauerwerk ist das einzige Element, das Haus und Natur voneinander trennt.
Aus keiner Himmelsrichtung lässt sich die Grösse des Gebäudes richtig einordnen. Vom Westen aus entsteht das Bild eines eingeschossigen, verglasten Pavillons. Vom See wirkt das Gebäude langgezogen und zweigeschossig. Vom Norden erkennt man einen zweigeteilten Baukörper mit einem Nussbaum, der durch die Dachöffnung wächst.
Nach dem Urteil der kantonalen Denkmalpflege handelt es sich um eine «herausragende Architektenvilla an prachtvoller Aussichtslage». Das Bauwerk wurde 2003 rechtswirksam im Bauinventar des Kantons als «schützenswert» verzeichnet.

## Rezeption
Max Schlup kümmerte sich insgesamt wenig um die Veröffentlichung seiner Werke. Dies traf insbesondere für sein Privathaus zu. Nach Jürg Martin Graser gab es nur zwei Veröffentlichungen zum Projekt aus 1961/1962 und 1995. Somit entfiel die öffentliche Auseinandersetzung mit dem Projekt fast völlig. Die Projektunterlagen wurden auch nicht in ein öffentliches Archiv gegeben. Ungefähr zeitgleich mit dem Haus in der Tressenbergstrasse entstand das Farelhaus, aber erst das Kongresshaus (1961–1966) sorgte für überregionale Aufmerksamkeit.